# Sahaswan
Sahaswan là một thành phố và là nơi đặt ban đô thị (municipal board) của quận Budaun thuộc bang Uttar Pradesh, Ấn Độ.

## Địa lý
Sahaswan có vị trí 28°05′B 78°45′Đ / 28,08°B 78,75°Đ Nó có độ cao trung bình là 172 mét (564 feet).

## Nhân khẩu
Theo điều tra dân số năm 2001 của Ấn Độ, Sahaswan có dân số 58.194 người. Phái nam chiếm 52% tổng số dân và phái nữ chiếm 48%. Sahaswan có tỷ lệ 31% biết đọc biết viết, thấp hơn tỷ lệ trung bình toàn quốc là 59,5%: tỷ lệ cho phái nam là 36%, và tỷ lệ cho phái nữ là 26%. Tại Sahaswan, 19% dân số nhỏ hơn 6 tuổi.